# Jonathan dos Santos
Jonathan dos Santos Ramírez (Monterrey, 26 d'abril de 1990) és un futbolista professional mexicà que juga com a migcampista al Club América.
És fill del futbolista Gerardo dos Santos, més conegut com a "Zizinho" i germà petit de Giovani dos Santos.

## Carrera juvenil
Dos Santos va ser fitxat pel FC Barcelona juntament amb el seu germà quan van jugar amb el CF Monterrey en un torneig a França.
Va començar amb l'Infantil B, i va créixer pujant de categoria del club blaugrana: Infantil A, el Cadet B, Cadet A i el Juvenil B.
Al final de la temporada 2004-2005, va ser un dels jugadors joves que apareixen dient "recorda el meu nom" a l'anunci "s'acaba la lliga, comença una era".
La temporada 2008-09, va ser al Juvenil A, on va ser capità de l'equip. A la mateixa temporada, va aconseguir el passaport espanyol, cosa que el permetia jugar com a comunitari amb el primer equip.
L'estiu del 2009, l'entrenador del Barcelona Atlètic, Luis Enrique el va triar per formar part del segon equip. Em comptes d'anar al segon equip, l'entrenador del primer equip Josep Guardiola i Sala, el va cridar per jugar la pretemporada a Anglaterra i la gira pels Estats Units amb el primer equip.
El 15 d'agost de 2009, en Jonathan va ser convocat pel seu primer partit oficial amb el primer equip: la Supercopa d'Espanya, contra l'Athletic Club, encara que al final, va ser descartat i va veure el partit com a espectador.
Dos Santos va debutar amb el Barcelona Atlètic el 5 de setembre contra el Mallorca B. El partit, va acabar en empat (1–1).
Dos Santos va fer el seu debut oficial amb el primer equip del FC Barcelona el 28 d'octubre de 2009 substituint a Seydou Keita el minut 80 en un partit de la Copa del Rei contra la Cultural Leonesa. El partit va acabar 2–0 a favor del Barcelona.
El juliol de 2014 el Barça va traspassar el jugador al Vila-real CF, per una quantitat que podria arribar als 2 milions d'euros, entre fixes i variables. A l'equip castellonenc, s'hi troba el seu germà gran Giovani dos Santos.

## Carrera internacional
Va ser cridat per Javier Aguirre per la selecció de Mèxic el 22 de setembre de 2009, per disputar un partit amistós contra la selecció de Colòmbia, que va tenir lloc el 30 de setembre. En aquest partit, dos Santos va ser de l'equip titular, i va ser substituït el minut 72 per Patricio Araujo. Colòmbia va guanyar l'enfrontament 2–1.

## Palmarès

### Campionats estatals
| Títol               | Club         | País      | Any  |
| ------------------- | ------------ | --------- | ---- |
| Supercopa d'Espanya | FC Barcelona | Catalunya | 2010 |
| Lliga BBVA          | FC Barcelona | Catalunya | 2011 |
| Supercopa d'Espanya | FC Barcelona | Catalunya | 2011 |
| Copa del Rei        | FC Barcelona | Catalunya | 2012 |
| Lliga BBVA          | FC Barcelona | Catalunya | 2013 |
| Supercopa d'Espanya | FC Barcelona | Catalunya | 2013 |

### Campionats internacionals
| Títol              | Club         | País      | Any  |
| ------------------ | ------------ | --------- | ---- |
| Lliga de Campions  | FC Barcelona | Londres   | 2011 |
| Supercopa d'Europa | FC Barcelona | Catalunya | 2011 |
| Mundial de Clubs   | FC Barcelona | Japó      | 2011 |